# Порізано Бритвою Оккама
«Порізано Бритвою Оккама» — майбутній третій студійний альбом українського гурту FRANCO, запланований до релізу 10 жовтня 2025 року на лейблі Faint Trigger Bureau. Перші тизери з натяками на вихід нової платівки з'явилися в офіційному Instagram гурту 22 квітня 2025 року із підписом «новий альбом». Реліз стане першою повноформатною роботою FRANCO за 7 років після «Тремору» (2018).

## Трек-лист
Автор музики і слів Валентин Федишен. 
| #   | Назва                              | Тривалість |
| --- | ---------------------------------- | ---------- |
| 1.  | «Довго-довго (Човен)»              |            |
| 2.  | «Ніч і вино (27 дверей)»           |            |
| 3.  | «Грім і кров (Хто тут я)»          |            |
| 4.  | «Мовчання на краю світу (Не пиши)» |            |
| 5.  | «Кислота (Затемнилось)»            |            |
| 6.  | «Сам на сам (Живу з тобою)»        |            |
| 7.  | «Сартр (Кокосові слова)»           |            |
| 8.  | «Сад (Ти забери назад)»            |            |
| 9.  | «Маяк не працює (Сльози падали)»   |            |
| 10. | «Повернення (І сонце сходить)»     |            |